# Macarena Achaga
Macarena Achaga Figueroa, née le 5 mars 1992 à Mar del Plata dans la province de Buenos Aires, est une  mannequin, chanteuse et actrice argentine.

## Biographie
Macarena Achaga est née le 5 mars 1992 à Mar del Plata dans la province de Buenos Aires. Ses parents sont architectes. Elle a un frere cadet qui s'appelle Santiago Achaga. Elle s'est fait connaître en tant que modèle à l'âge de 15 ans. Elle s'est fait connaitre dans la telenovela Miss XV.
Elle est également connue pour avoir incarné le couple Juliantina avec Bárbara López dans la telenovela L'Amour à mort. Juliantina est le mot-valise pour désigner la relation amoureuse entre Juliana (Bárbara López) et Valentina (Macarena Achaga),.

## Filmographie

### Au cinéma
- 2011 : Fashion Actions: Macarena Achaga (es) :  Macarena (court métrage)
- 2013 : El Librito Rojo :  Hippie (court métrage)
- 2017 : Ciclos :  Sofia (court métrage)
- 2019 : En las buenas y en las malas :  Pamela (cinéma)
- 2022 : Father of the Bride de Gary Alazraki : Julieta Castillo
- 2022 : Colère divine  (La ira de Dios) de Sebastián Schindel (es) : Luciana B.

### À la télévision
- 2012 : Miss XV: Sueña Princesa :  Leonora Martínez (série télévisée, 3 épisodes)
- 2013 : Gossip Girl: Acapulco :  Jenny Parra  (série télévisée, 26 épisodes)
- 2015 : Sitiados (es) :  Rocio de Salas  (série télévisée, 8 épisodes)
- 2015 : Cumbia Ninja (es) :  Rocío  (série télévisée, 13 épisodes)
- 2016-2017 : El regreso de Lucas (es) :  Catalina « Cata » Díaz Ayala  (série télévisée, 61 épisodes)
- 2017 : La doble vida de Estela Carrillo :  Olivia (série télévisée)
- 2017-2018 : La Piloto :  Olivia Nieves  (série télévisée, 82 épisodes)
- 2018 : La bella y las bestias (es) :  Emilia Quintero  (série télévisée, 66 épisodes)
- 2018-2019 : L'Amour à mort (Amar a muerte) :  Valentina Carvajal  (série télévisée, 88 épisodes)